# Нижний Катмис
Нижний Катмис — село в Сосновоборском районе Пензенской области России. Административный центр Нижнекатмисского сельсовета.

## Название
Ката, Катай, Кадя – чувашское языческое имя, -ис (буртасское) – «вода, река».

## География
Село находится в восточной части Пензенской области, в пределах Приволжской возвышенности, в лесостепной зоне, на правом берегу реки Катмис, на расстоянии примерно 14 км (по прямой) к юго-западу от Сосновоборска, административного центра района. Абсолютная высота — 194 м над уровнем моря.

### Климат
Климат характеризуется как умеренно континентальный, с холодной продолжительной зимой и тёплым летом. Средняя температура воздуха самого тёплого месяца (июля) — 19 °C (абсолютный максимум — 39 °C); самого холодного (января) — −13 °C (абсолютный минимум — −46 °C). Среднегодовое количество атмосферных осадков варьируется от 480 до 627 мм, из которых большая часть выпадает в тёплый период. Снежный покров держится в течение 150—160 дней.

### Часовой пояс
Село Нижний Катмис, как и вся Пензенская область, находится в часовой зоне МСК (московское время). Смещение применяемого времени относительно UTC составляет +3:00.

## Население
| 1709  | 1718  | 1748  | 1864  | 1877  | 1897  | 1911  |
| ----- | ----- | ----- | ----- | ----- | ----- | ----- |
| 383   | ↘348  | ↘198  | ↗1418 | ↗1517 | ↗2068 | ↘1950 |
| 1926  | 1930  | 1939  | 1959  | 1979  | 1989  | 1996  |
| ↘1596 | ↘1511 | ↘1334 | ↗1457 | ↘1167 | ↘685  | ↘587  |
| 2002  | 2010  |       |       |       |       |       |
| ↘482  | ↘386  |       |       |       |       |       |

### Национальный состав
Согласно результатам переписи 2002 года, в национальной структуре населения мордва составляла 90 % из 482 чел.

## Известные уроженцы, жители
- Лямкин, Фёдор Иванович  — советский хозяйственный и государственный деятель, лауреат Государственной премии СССР за выдающиеся достижения в труде.

## Инфраструктура
Личное подсобное хозяйство с зоной сельскохозяйственного использования, индивидуальная застройка усадебного типа.
Основа экономики — сельское хозяйство.
Фельдшерско-акушерский пункт. Филиал МБОУ СОШ с. Индерка в с. Нижний Катмис.

## Транспорт
Автобусное сообщение с райцентром. Остановка общественного транспорта «Нижний Катмис». 